# إطلاق النار على المشرعين في ولاية مينيسوتا 2025
في 14 يونيو/حزيران 2025، اغتيلت ميليسا هورتمان، النائبة الديمقراطية عن حزب العمال المزارعين الديمقراطيين في مينيسوتا، وزوجها في منزلهما في بروكلين بارك، مينيسوتا. كما قُتل جون هوفمان، عضو مجلس الشيوخ الأمريكي عن الحزب نفسه، وزوجته بالرصاص في منزلهما في شامبلين المجاورة. عُثر على مشتبه به في منزل هورتمان، فأطلق النار على رجال الشرطة قبل أن يلوذ بالفرار.

## حادثة إطلاق النار
في الساعة الثانية صباحًا بتوقيت المنطقة الوسطى، استجابت شرطة شامبلين لنداء طوارئ في منزل عضو مجلس الشيوخ جون هوفمان، ووجدت هوفمان وزوجته مصابين بطلقات نارية. توجه ضابطا شرطة لاحقًا لتفقد منزل ممثلة الولاية ميليسا هورتمان، التي كانت تسكن في ضاحية بروكلين بارك القريبة بولاية مينيسوتا. رأى ضابطا الشرطة ما بدا أنه سيارة شرطة في ممر المنزل؛ وقال مارك برولي، قائد شرطة بروكلين بارك، إن السيارة "تشبه تمامًا سيارة شرطة رياضية متعددة الاستخدامات".
في الساعة 3:35 صباحًا، وصلت الشرطة إلى منزل هورتمان وأطلق عليها شخص وُصف لاحقًا بأنه يرتدي زي شرطة كامل، بما في ذلك الدروع الواقية للبدن وشارة ومعدات الشرطة القياسية، مما يجعل من الصعب تمييزهم بصريًا عن الضابط الفعلي.  سحبت الشرطة جثة رجل من عتبة المنزل ثم استخدمت طائرة بدون طيار لدخول المنزل وتحديد هوية جثة هورتمان. سحبت الشرطة هورتمان خارج المنزل وحاولت تقديم المساعدة الطبية. سيتم إعلان وفاته بعد فترة وجيزة. في وقت لاحق، سيتم استدعاء المزيد من الضباط إلى مكان الحادث، وتطويق المنزل. سيصل فريق SWAT، وعلى الرغم من ذلك، سيهرب المشتبه به من الشرطة سيرًا على الأقدام.

## الضحايا
قُتلت ممثلة الولاية ميليسا هورتمان وزوجها مارك. أُطلق النار على عضو مجلس الشيوخ جون هوفمان وزوجته إيفات، لكنهما خرجا من غرفة العمليات بحلول الساعة 9:50 صباحًا. كان هوفمان وهورتمان عضوين في حزب مينيسوتا الديمقراطي للمزارعين والعمال ، وهو الحزب التابع للحزب الديمقراطي في الولاية.

## المنفذ المشتبه به
تم التعرف على المشتبه به في إطلاق النار على أنه رجل يبلغ من العمر 57 عامًا. وعلى الرغم من أنه كان يرتدي زي ضابط شرطة، قال برولي إن المشتبه به "ليس ضابط شرطة حقيقيًا" وكان "ينتحل شخصية ضابط شرطة بوضوح".
وصف حاكم ولاية مينيسوتا، تيم والز، إطلاق النار بأنه "عمل من أعمال العنف السياسي المتعمد". احتوت السيارة التي تركت في ممر منزل هورتمان على بيان يتضمن قائمة بأسماء. ظهرت أسماء هورتمان وهوفمان في القائمة.
كما عُثر في سيارة المشتبه به على منشورات كُتب عليها "لا للملوك"، والتي يُحتمل أنها تُشير إلى سلسلة الاحتجاجات الوطنية المخطط لها "لا للملوك" والمعارضة لسياسات وأفعال الرئاسة الثانية لدونالد ترامب، وطلب متحدث باسم دورية ولاية مينيسوتا من الجمهور عدم حضور الاحتجاجات المخطط لها في ذلك اليوم "من باب الحيطة والحذر".
تم استرجاع قائمة الأهداف المحتملة من سيارة المشتبه به وشملت تيم والز، والممثلة الأمريكية إلهان عمر، وعضو مجلس الشيوخ الأمريكي تينا سميث، والمدعي العام للولاية كيث إليسون.